# Bretó
Bretó – gmina w Hiszpanii, w prowincji Zamora, w Kastylii i León, o powierzchni 21,69 km². W 2011 roku gmina liczyła 198 mieszkańców.